# Eduardo Airaldi Quiñones
Eduardo Airaldi Quiñones (Lima, 1953 - ...) es un ingeniero y un destacado baloncestista peruano.

## Biografía
Eduardo Airaldi Quiñones, conocido como Lalo. Su padre fue el también jugador y dirigente de básquetbol peruano Eduardo Airaldi Rivarola y su madre Aída Quiñones de Airaldi. El 20 de junio de 1980 se casó con la también baloncestista María del Carmen Penagos, en misa celebrada por Juan Luis Cipriani Thorne en la Parroquia de Nuestra Señora del Carmen de San Antonio, en el distrito de Miraflores (Lima).
De profesión ingeniero, con 1,88 m de altura, jugó al Básquetbol por 15 años, en el puesto de Armador, para luego dedicarse a la empresa privada.
Campeón Mundial de MaxiBasketball en 1984, II Campeonato Mundial de MaxiBasket en la ciudad de Las Vegas, Nevada, USA.
Participó en los siguientes Campeonato Mundiales de MaxiBasketball: Las Vegas, USA; San José, Costa Rica; Montevideo, Uruguay; Christchurch, Nueva Zelanda; Lubjana, Eslovenia; Orlando, USA.

## Clubes
- Social Lince
- Defensor Lima
- Alianza Lima
- Grumete Medina

## Palmarés

### En laSelección de básquetbol del Perú
En los Juegos Bolivarianos de Guayaquil.
En cuatro torneos sudamericanos realizados en  Paraguay, Uruguay y Colombia (2). 
En los Panamericanos de Cali de 1971 
Jugó junto con los hermanos Duarte (Raúl y Ricardo) por la selección donde también se encontraba Carlos "Chino" Vásquez, Walter Flemming, Bruno Ferraro, entre otros.
En 1982 fue nombrado entrenador de la Selección femenina de Basquetbol del Perú.